# Colorado State Highway 15
Der Colorado State Highway 15 (kurz CO 15) ist ein im San Luis Valley verlaufender State Highway im US-Bundesstaat Colorado.
Der State Highway beginnt an den U.S. Highways 160 und 285 in Monte Vista und endet nach 50 Kilometern nördlich von La Jara am U.S. Highway 285. Er nutzt teilweise die Trasse der County Route 10 und wird als weiträumige Umgehung um die Stadt Alamosa genutzt.